# Alliance libératrice nationaliste
Pour les articles homonymes, voir ALN.
L’Alliance libératrice nationaliste (en espagnol Alianza Libertadora Nacionalista, en abrégé ALN) était un groupement politique argentin, fondé d’abord comme branche de jeunesse de la Légion civique argentine, milice fasciste créée par Uriburu en 1931, puis, après sa réorganisation en 1937 sous l’impulsion de Juan Queraltó (qui en assumera la présidence jusqu’en 1953), comme un mouvement autonome, sous la dénomination d’Alianza de la Juventud Nacionalista, rebaptisé ensuite Alliance libératrice nationaliste en 1943. L’AJN devint l’organisation d’extrême droite la plus importante de la décennie 1930, sans jamais toutefois atteindre une masse critique ni jouir d’un grand ascendant intellectuel dans la société argentine.
De ses antécédents de milice fasciste, l’ALN gardera non seulement les formes (organisation militaire, salut romain, accoutrement fasciste), mais aussi le mode d’action (violence de rue, volonté d’en découdre avec l’adversaire « là où il se trouve ») et l’idéologie (corporatisme, nationalisme exacerbé, antisémitisme virulent, anticommunisme, catholicisme tranditionaliste). Cependant, pour faire pièce à la gauche socialiste et recruter dans les classes laborieuses, le mouvement (du moins sa fraction populiste et ouvriériste) tentera un rapprochement avec la classe ouvrière, à la suite de quoi le mouvement comprendra outre une majorité de personnes issues des classes moyennes et supérieures, également quelques travailleurs. Avec l’avènement du péronisme au milieu des années 1940, une grande partie des militants (en particulier la mouvance nationaliste de gauche) se rallia progressivement à Perón — ce qui n’empêchera pas l’ALN de présenter ses propres listes aux élections de 1946, avec du reste de très maigres résultats —, tandis que la fraction nationaliste intransigeante faisait sécession, en particulier à la suite de la déclaration de guerre contre les puissances de l’Axe signée par Perón en janvier 1944.
Par la suite, l’ALN désormais fidèle à Perón, totalement alignée et muselée, sera de plus en plus (en dépit de la présence dans ses rangs de quelques intellectuels et malgré la revue Alianza que le mouvement continua de publier) ravalée au rôle de troupe de choc, commettant des violences contre l’opposition anti-péroniste, contre les intérêts juifs et contre les universités, sous de véhéments mots d’ordre d’extrême droite, exactions dont l’ampleur ne s’affaiblira qu’à peine après l’arrivée à la tête du mouvement, à la faveur d’un coup de force en 1953, du nouveau président Kelly, qui sut du moins mettre les fureurs antisémites sous le boisseau. Après le coup d’État de septembre 1955 qui renversa Perón, le mouvement n’eut plus, dans les années qui suivirent, qu’un rôle politique et une influence idéologique mal définis, et ne ressurgira en tant que tel qu’en 1973, avec le retour d’exil de Perón, pour finalement s’insérer dans cette constellation de groupuscules violents de droite qui s’étaient donné pour tâche de combattre, sous le troisième mandat de Perón, le péronisme de gauche ou la gauche tout court.

## Histoire

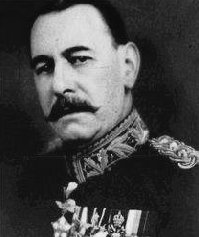
le général José Félix Uriburu, président de l’Argentine de 1930 à 1932, fondateur du mouvement.

### Fondation et Décennie infâme

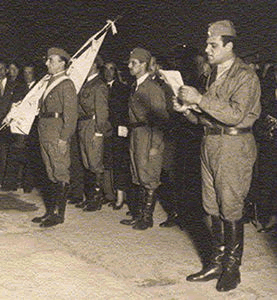
La Légion civique argentine (LCA), mai 1932.

Les débuts de l’Alliance libératrice nationaliste (ALN) à proprement parler remontent à septembre 1937, quand Juan Queraltó, alors président de l’Union nationaliste des étudiants du secondaire (Unión Nacionalista de Estudiantes Secundarios, UNES), proposa d’unifier la jeunesse nationaliste argentine dans une nouvelle organisation appelée Alliance de la jeunesse nationaliste (Alianza de la Juventud Nacionalista, AJN), créée formellement en juin 1938. Jusque-là, l’UNES avait fait partie du groupement nationaliste Legión Cívica Argentina (LCA), en tant que sa branche étudiante ; la LCA, créée au début de la décennie 1930 par le président argentin, le général José Félix Uriburu, sous le motif officiel de servir de réserve (de recrutement) à l’usage des forces armées argentines, fut reconnue comme entité politique le 20 mai 1931 et dotée de la personnalité juridique le 11 janvier 1932 ; la Légion, dont les membres étaient autorisés à recevoir une formation militaire et qui sera la plus grande organisation nationaliste en Argentine au début des années 1930, proclamait être composée d’« hommes patriotiques » incarnant « l’esprit de la Révolution de septembre [1930] et prêts, moralement et matériellement, à coopérer à  la reconstruction institutionnelle du pays ». Cependant, la LCA périclita dans les années qui suivirent, et le mouvement nationaliste traversait une profonde crise ; l’AJN fut alors créée dans une tentative de regrouper les forces du nationalisme sous une nouvelle stratégie. Peu après, l’AJN se décomposa en trois branches, une pour les élèves du secondaire, une autre réservée aux étudiants d’université, et une troisième destinée à accueillir ceux qui n’étaient pas étudiant ou qui avaient déjà obtenu leur diplôme. Dans ses commencements, l’Alliance était essentiellement un groupement de jeunesse — Queraltó, âgé alors de 25 ans, avait à ses côtés Alberto Bernaudo, âgé de 20 ans à peine —, mais bientôt de nombreux nationalistes plus mûrs, tels qu’Alfredo Taruella, Ramón Doll, Jordán Bruno Genta, Teótimo Otero Oliva, le colonel Natalio Mascarello et Bonifacio Lastra, viendront s’y joindre. Y adhérèrent également des militants qui plusieurs années plus tard allaient se rapprocher du péronisme de gauche, comme Rodolfo Walsh (qui cependant  répudiera bientôt son appartenance), Jorge Ricardo Masetti, Rogelio García Lupo et Oscar Bidegain,,.

### Années 1940 et Révolution de 43
L’ALN, qui récrutait principalement dans la jeunesse, se développa en un important groupe nationaliste et pouvait s’enorgueillir de compter, au seuil de la décennie 1940, quelque 11 000 membres, dont 3 000 environ de femmes, selon les dires mêmes de l’organisation. En septembre 1942, une scission eut lieu dans l’Alliance, un groupe dirigé par Emilio Gutierrez Herrero faisant alors sécession pour fonder l’Unión Cívica Nacionalista. En mai 1943, dans le sillage du coup d’État militaire dit Révolution de 1943, et sous l’impulsion de l’ingénieur Carlos Burundarena — futur professeur à l’université de Buenos Aires, très lié à l’Église catholique argentine, et qui sera plus tard l’un des protagonistes de l’autodénommée Révolution libératrice qui renversa Juan Perón par un coup d’État en septembre 1955, — l’AJN changea sa dénomination en Alianza Libertadora Nacionalista,.
Le coup d’État militaire de 1943 contre le président Castillo, l’un des symboles du précédent régime conservateur marqué par la pratique de la fraude électorale à grande échelle et entré dans l’histoire sous le nom de Décennie infâme, fut favorablement accueilli dans les rangs nationalistes. Cela s’explique par les positions vigoureusement anticommunistes et pro-catholiques des putschistes ainsi que par leur positionnement en faveur de la neutralité de l’Argentine dans la Deuxième Guerre mondiale. Toutefois, au fil des mois, les espoirs mis par les groupes nationalistes dans le nouveau gouvernement allaient s’évanouir. Le 31 décembre 1943, le nouveau président de facto Ramírez décréta la dissolution des partis politiques, mais aussi, le 11 janvier 1944, celle de toutes les organisations nationalistes, dans la perspective de l’imminente suspension de la neutralité argentine et de la rupture des relations diplomatiques avec l’Allemagne — toutes dispositions qui suscitèrent chez les nationalistes un rejet immédiat et des réactions virulentes. Le gouvernement riposta en mettant en détention des centaines d’alliancistes, qui eurent à subir brimades et coups de la part de la police. Queraltó lui-même fut appréhendé, torturé à la gégène et incarcéré à Río Gallegos, en Patagonie. Entre mai 1944 et mars 1945, l’Alliance libératrice nationaliste, face à l’interdiction qui lui fut faite de tenir des manifestations publiques, dut agir derrière le masque d’un centre culturel et d’une bibliothèque pour se dérober à la répression gouvernementale.

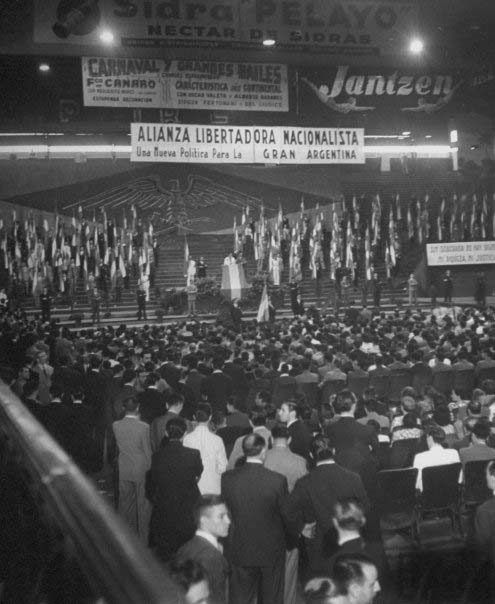
Congrès de l’ALN, probablement années 1940.

La déclaration de guerre à l’Allemagne et au Japon, finalement signée par Perón en mars 1945, déclencha le courroux des alliancistes, courroux qui trouva à s’extérioriser dans des centaines d’affiches et de graffitis énonçant « Mort à Perón » (Muera Perón), « Perón est un traître » (Perón es un traidor) et « la Guerre est une trahison » (La guerra es traición), à quoi le gouvernement répliqua en ordonnant la fermeture pour six mois du journal de l’Alianza. En septembre de la même année, la justice fédérale lança un mandat de perquisition dans les locaux de l’ALN et procéda à de nombreuses arrestations ; une vingtaine de jours plus tard, la plupart des détenus étaient cependant remis en liberté, à l’exception de Queraltó, de Bernaudo et de Palenque Carreras, qui furent maintenus en détention préventive pendant trois mois pour constitution d’association illicite.
Cette affaire réglée, Perón, en quête d’appuis, put se vouer à sa politique de rapprochement avec les travaillistes et avec les radicaux du mouvement FORJA. Ces tractations de Perón mirent l’Alliance libératrice nationaliste à la croisée des chemins : en effet, pendant que, d’une part, les alliancistes jugeaient inacceptables les récentes mesures du gouvernement, ils voyaient, d’autre part, avec une certaine préoccupation la mise en place d’un front d’opposition, l’Union démocratique, composée de radicaux, de conservateurs, de socialistes et de communistes, c’est-à-dire des ennemis traditionnels de l’ALN, laquelle, si ceux-ci devaient parvenir au pouvoir, risquait de se retrouver dans une situation plus difficile encore — de sorte que, quand, le 12 octobre 1945, les fractions constitutives de l’Union démocratique sortirent dans la rue pour exiger la démission de Farrel et le défèrement du gouvernement devant la Cour suprême de justice, l’ALN et d’autres factions nationalistes manifestèrent à leur tour en appui à ce même gouvernement. Après que Perón, à la suite de ces événements et d’une subséquente révolution de palais conservatrice, eut été appréhendé et emprisonné sur l’île Martín García, la mobilisation ouvrière du 17 octobre, si elle trouva Queraltó et les chefs de file de l’Alianza encore retenus dans la prison de Devoto, verra cependant le reste des militants allianciste participer à la manifestation de masse sur la place de Mai pour réclamer la libération de Perón.
L’ALN aura, dans les mois qui suivront, une part active dans la campagne électorale, menant notamment des actions violentes contre des groupes juifs et communistes, et remplissant plusieurs fois le rôle de groupe de choc contre les opposants au péronisme. Du reste, cette propension aux affrontements de rue était une caractéristique distinctive de l’ALN, ainsi que le reconnut son dirigeant Guillermo Patricio Kelly, dans un entretien avec le journaliste Horacio De Dios :

« Il y avait un rassemblement très important du radicalisme sur la place d’Italie, avec plus de 5 000 personnes, et nous sommes allés le casser. Les communistes protégeaient le rassemblement. Ils étaient le groupe de choc de l’opposition. Nous n’étions pas plus de cent nationalistes, et quand une allusion fut faite à Evita (qui pour moi possédait un instinct génial, c’était le côté authentique, le seul réellement révolutionnaire du péronisme), nous avons lancé des pétards, qui n’ont tué personne (ils ne faisaient que du boucan), nous avons provoqué un branle-bas, et dispersé les gens. »

### Sous le premier péronisme
Aux élections de 1946, qui verront la victoire du candidat Juan Perón à la présidence de l’État argentin, l’Alliance libératrice nationaliste, bien qu’étant le plus important des mouvements nationalistes, n’obtint qu’une trentaine de milliers de voix dans les quelques rares circonscriptions où elle présentait des candidats,. En effet, nonobstant que l’ALN reconnût Perón comme son chef symbolique et qu’elle appuyât sa campagne présidentielle, elle s’obstina à se présenter aux élections avec ses propres candidats. Quelques-uns de ceux-ci étaient candidats pour le sénat : un haut gradé de la marine à la retraite, ancien ministre sous Ortiz, León Scasso, et le médecin nationaliste et doyen de la faculté de médecine de l’université de La Plata, Frank Soler ; pour les sièges au parlement concoururent : Juan Queraltó, le prêtre et écrivain Leonardo Castellani, Bonifacio Lastra, Alberto Bernaudo, Arturo Palenque Carreras, Carlos Ibarguren et José María Rosa, parmi d’autres. Les résultats ne seront guère encourageants, le nombre de voix obtenus par les candidats dans les quatre circonscriptions où ils avaient été en lice — 4 % des voix, et moins de 1 % dans la province de Buenos Aires — étant loin de suffire pour remporter un seul siège au Congrès. S’ajoutant à cette débâcle électorale, de nombreux militants se détournèrent de l’Alliance, en raison de son indécision quant à sa relation avec le nouveau gouvernement. Queraltó, s’efforçant de maintenir le mouvement à flot sans toutefois renoncer à son autonomie, occupait une position fort incommode, accusé, d’un côté, de complaisance par ceux qui s’opposaient à Perón sur des critères nationalistes, et critiqué, de l’autre, par ceux qui soutenaient le général Perón et voulaient un alignement inconditionnel de l’ALN sur la ligne péroniste. Certaines fractions, convaincues par Perón, iront jusqu’à rallier tout de bon le péronisme, sans pour autant renier leur allégeance à l’Alianza ; dans la province de Buenos Aires, l’on vit même des fractions alliancistes participer, certes par le biais d’un propre courant, aux élections internes du Parti justicialiste — ce fut le cas de Jorge Álvarez Ceballos et de Víctor Asprella.
Au lendemain de l’élection de 1946, l’ALN se retrouva bientôt réduit à un simple groupe de choc, une façon de milice dirigée contre le communisme et l’opposition en général, mais avec une faible capacité d’influer sur le débat public, et finit par renoncer à toutes ses activités de formation idéologique, à celles de propagande et de diffusion, et presque à toutes celles ne relevant pas du combat de rue,. Ainsi des membres de l’ALN attaquèrent-ils le siège de plusieurs journaux libéraux et de gauche, dont notamment La Hora, l’organe du Parti communiste, ainsi qu’un bar dans le centre de Buenos Aires, au motif qu’il était fréquenté par des réfugiés républicains espagnols.
Dans les mois suivant les élections, l’ALN et Perón continueront à entretenir des rapports assez bons, jusqu’au premier conflit, qui se produisit en 1947, à l’occasion de l’approbation de l’acte de Chapultepec, qui motiva les aliancistes à investir les rues de Buenos Aires, déclenchant en retour une violente répression avec plus de 200 arrestations. Il s’agit sans doute là du dernier acte d’autonomie de l’ALN ; par la suite, l’attitude de subordination des alliancistes au gouvernement ne cessera de se renforcer.
La fraction UNES, branche étudiante de l’Alianza, s’étiola de plus en plus au fil des années. Ses activités furent proscrites des établissements secondaires, le péronisme n’admettant désormais l’existence que de l’Unión de Estudiantes Secundarios, pensée, soutenue et contrôlée par le gouvernement. En 1949, l’UNES, dirigée alors par Luis Demharter, finit par se séparer de l’Alianza pour former un groupe nationaliste à part, qui se donna pour nom le titre de la revue que l’organisation éditait, Tacuara.
Le statut de groupe parapolicier, la prédilection pour l’action de rue violente, resteront des traits constants de l’ALN, au même titre que sa forte empreinte anticommuniste et antisémite. L'historienne Mariela Rubinzal note :

« Les actes de violence étaient perpétrés dans les manifestations, lors des rassemblements du 1er Mai, dans les quartiers où habitait une proportion importante de membres de la communauté juive, dans les sièges des journaux et chez les syndicats de gauche, dans les cinémas, etc. La « conquête des rues » fut une consigne souvent répétée dans le nationalisme des années trente. »

De fait, l’ascension de Perón signifia le déclin du nationalisme de droite ; comme le signale l’historien Richard Walter, « avec Perón au gouvernement, plusieurs publications nationalistes cessèrent de circuler, et beaucoup de groupes soit se résignèrent à la dissolution, soit se bornaient à ne plus tenir de réunions que sporadiquement ». La dernière publication nationaliste à maintenir la ligne politique prévalant avant l’arrivée de Perón au pouvoir fut la revue Balcón, qui commença à paraître en mai 1946 et à laquelle contribuaient Julio Meinvielle, Mario Amadeo, Matías Sánchez Sorondo, Federico Ibarguren et Máximo Etchecopar, tous s’identifiant clairement au nationalisme traditionaliste.
Cependant, 1949 sera l’année la plus difficile pour l’Alliance, à cause des tentatives insistantes entreprises par le gouvernement pour la péroniser, tentatives qui seront à l’origine d’un grand nombre de scissions. Ainsi Carlos Burandarena et Raúl Puigbó décidèrent-ils unilatéralement de créer le Mouvement syndical nationaliste, tandis que Hugo Marcone et d’autres militants fondaient le Mouvement nationaliste. La figure de Queraltó était à ce moment fortement contestée, à telle enseigne que plusieurs filiales du mouvement dans la province de Buenos Aires avaient commencé à agir avec une totale autonomie vis-à-vis de la direction centrale.
En 1951, dans le sillage du coup d’État avorté du général Benjamín Menéndez, le gouvernement accentua la répression, déclara l’« état de guerre interne » et mit sous étroite surveillance les organisations nationalistes, entre autres. Dans un tel contexte, la revue Alianza se gardait désormais de formuler la moindre critique contre le gouvernement péroniste, tout en continuant ses invectives à l’encontre de l’« oligarchie libérale, juive et communiste ». En 1953, l’ALN fustigea le journal La Prensa pour avoir publié un trop grand nombre d’articles rédigés par des Juifs.
À ce moment, l’Alianza avait atteint son plus bas niveau de militantisme et d’affiliation ; les permanences fermaient l’une après l’autre et beaucoup de militants retournaient à leurs foyers. Il advint même que des affiliés coupables de s’être écartés de l’orientation justicialiste fussent expulsés. À l’inverse, en 1951, eut lieu le retour à l’ALN de Guillermo Patricio Kelly, ancien militant exclu en 1946 en raison de son comportement délictueux.

#### Putsch au sein du mouvement et prise de pouvoir par Kelly

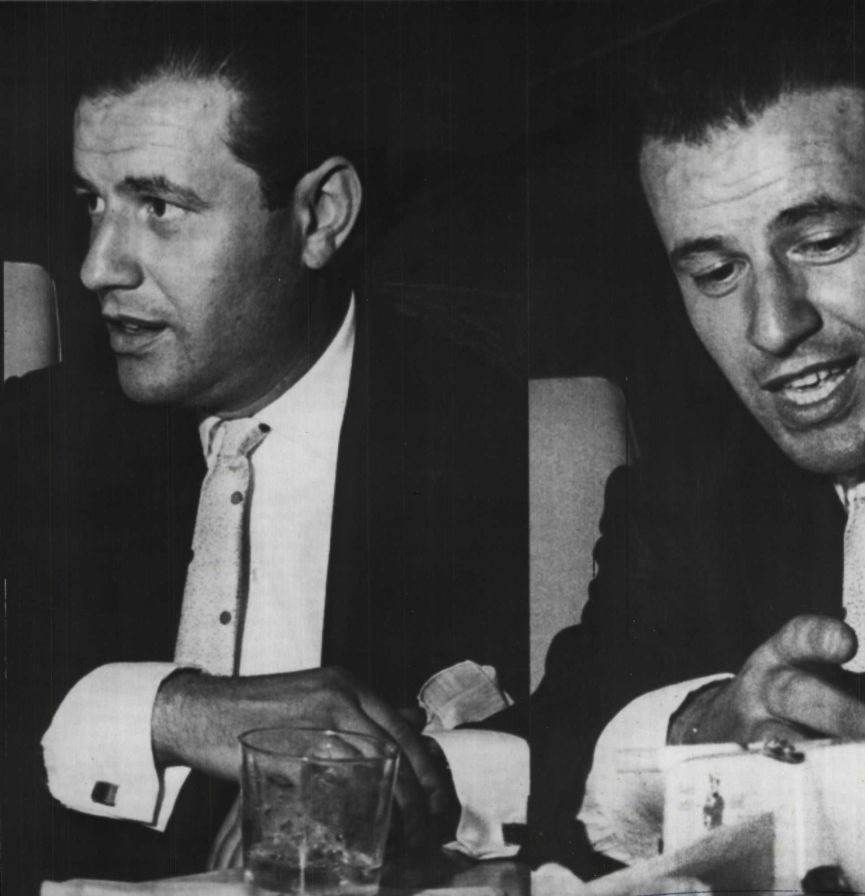
Guillermo Patricio Kelly, président de l’ALN de 1953 à 1955.

Le 15 avril 1953, à la suite de l’attentat meurtrier qui avait visé la foule réunie sur la place de Mai à Buenos Aires pour écouter un discours de Perón, des groupes péronistes et alliancistes attaquèrent et incendièrent le siège du Parti socialiste, celui du Parti démocrate national, la Casa Radical et le Jockey Club. Trois jours après se produisit l’évincement de Queraltó de la direction de l’ALN, lorsque par un coup de commando, jusqu’ici mal élucidé, et avec l’appui de la police, Guillermo Patricio Kelly réussit à pénétrer dans le siège de l’ALN, désarmant la garde et s’emparant du bâtiment,,. Après ce coup de force, Kelly convoqua une assemblée générale au théâtre Augusteo, où il changea le nom du mouvement en Alianza Popular Nacionalista et en proscrivit toute forme de discrimination raciale. Queraltó fut ensuite expédié au Paraguay, où il restera, sous la protection du président Stroessner, jusqu’à son retour en Argentine en 1973.
L’arrivée de Kelly à la tête de l’Alliance fut suivie d’un changement radical d’orientation. En plus d’une soumission totale au gouvernement, l’on s’interdisait dorénavant toute saillie antisémite, préférant à présent prôner la fraternité entre chrétiens et juifs, au moyen notamment d’un périodique homonyme. Kelly s’attacha à purger le parti de son passé antisémite et rencontra l’ambassadeur d’Israël en Argentine, le Dr Arie Kubovy, assurant celui-ci que l’ALN avait abjuré son antisémitisme d’antan. Kelly fera même le voyage d’Israël et aura des entretiens avec des membres éminents de la communauté juive de Buenos Aires. En 1954 enfin, l’antisémitisme fut abandonné par le parti.
L’influence du ministre des Affaires étrangères Ángel Gabriel Borlenghi, autrefois militant socialiste, et de son beau-frère et sous-secrétaire Abraham Krislavin, n’était sans doute pas étrangère à la révolution de palais qui porta Kelly à la direction de l’ALN ; ces deux personnages constituaient ensemble l’un des canaux de communication les plus importants entre la communauté juive argentine et Perón.

### Coup d’État de septembre 1955 et Révolution libératrice

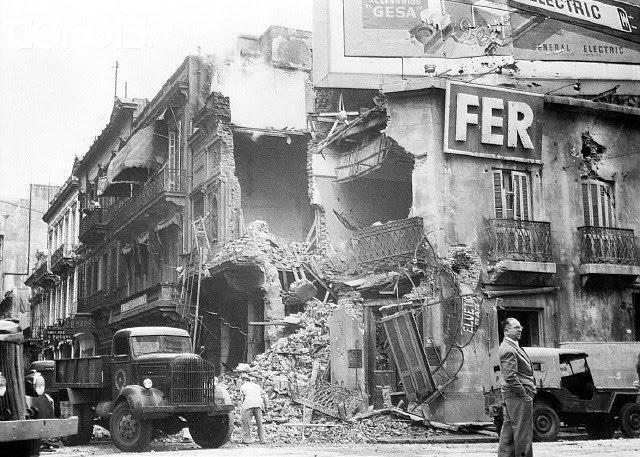
Siège portègne de l’ALN après sa destruction en septembre 1955.

En septembre 1955, lors du coup d’État mené contre Perón par des militaires sous les ordres du général Lonardi, l’Alianza de Kelly sera la seule organisation à défendre jusqu’au bout le gouvernement péroniste. Sa loyauté fut telle que le siège central du mouvement, sis au no 392 de la rue San Martín, dut être dégagé par les troupes putschistes à coups de canon, opération au cours de laquelle plusieurs alliancistes perdirent la vie. À l’inverse, d’autres nationalistes, y compris d’anciens alliancistes, poussés par le conflit qui avait mis Perón aux prises avec l’Église catholique dans la dernière année de son gouvernement, étaient déjà passés dans les rangs de l’opposition anti-péroniste et s’étaient impliqués dans le coup d’État. Selon le nationaliste Mario Amadeo, parmi les nationalistes qui prirent part au putsch de septembre 1955 figuraient Juan Carlos Goyeneche, José María Estrada et Bonifacio Lastra.
Kelly quant à lui fut arrêté pour détention de faux passeport ; détenu dans une prison à Río Gallegos, en Patagonie, il réussit à s’évader et à fuir le pays en 1957.
Concernant la période postérieure au coup d’État, avec Kelly désormais en exil, les données sur les faits et gestes de l’Alianza sont parcimonieuses dans l’historiographie argentine, où seules quelques références éparses permettent de discerner la présence de l’ALN dans la dénommée Résistance péroniste. Néanmoins, un examen de l’activisme péroniste durant la période d’après-septembre 1955 laisse entrevoir qu’une grande partie des topos, images et archétypes présents dans l’activisme de jeunesse au sein de cette Résistance péroniste provenaient du nationalisme de droite, ainsi que certains types d’action de résistance, notamment les affrontements de rue.
De son exil, Kelly poursuivit dans les années 1960 la publication de la revue Alianza sous le titre Alianza del peronismo rebelde (littér. Alliance du péronisme rebelle). En 1967 cependant, il cessa de l’éditer, préférant suivre sa propre voie et s’autorisant une certaine prise de distance vis-à-vis de Perón, et mit sur pied le périodique Marchar, auquel participeront à peu près les mêmes personnalités que pour Alianza.

### Fin du régime militaire et troisième péronisme

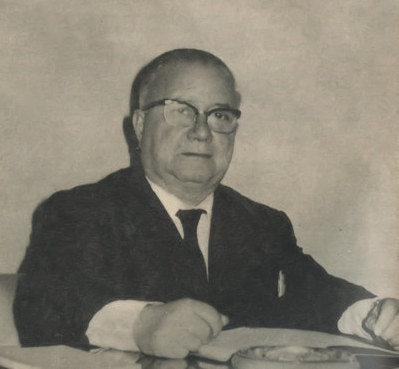
Juan Queraltó en 1974, après son retour d’exil.

La revue Alianza refit surface en 1972, avec le sous-titre de « periódico nacionalista » et sous la direction de H. Castilla Araujo. Dans son numéro 8, de février de la même année, la revue se désignait comme l’« organe officiel de l’Alliance libératrice nationaliste », quatrième époque, cette fois sous la direction d’Antonio Fernández, et le fruit apparemment de l’association de divers alliancistes. En mai 1973, concomitamment avec le retour d’exil de Perón et de Queraltó, parut dans les journaux une annonce de l’ALN, dans laquelle ses membres communiquaient leur intention de rentrer au pays afin de collaborer, aux côtés de Juan Perón, au processus de libération nationale. Dans le même temps, ils furent à l’origine de plusieurs des actions visant à l’occupation de bâtiments publics menées au cours de ces mois,.
Cette réapparition de l’ALN, que Queraltó scella le 21 mai 1973 en inaugurant le nouveau siège de l’Alliance, fera ressurgir aussi plusieurs des traits que l’ALN avait présenté dans le passé, en particulier son penchant pour l’action violente, l’antisémitisme et l’anticommunisme, ce dernier focalisé désormais sur la lutte contre la gauche péroniste. Le premier numéro du nouvel Alianza parut avec le gros titre « GUERRA », et avec la manchette « Le général Perón définit le combat contre le marxisme » .
Dans le même numéro, l’existence était évoquée d’un Département des Affaires autochtones de l’Alliance (Departamento de Asuntos Aborígenes de la Alianza), qui aurait été confié à Guillermo Agustín Fariña et aurait pour mission de renvoyer par-devant les autorités gouvernementales les problèmes des communautés indigènes et de mettre sur pied des coopératives de production et de commercialisation de leurs produits à un prix équitable. Il est à souligner que ce souci pour la question autochtone s’est manifestée dès les débuts du nationalisme argentin.
Cette quatrième époque du journal Alianza remettra à l’ordre du jour d’autres thèmes encore, chers déjà à l’ancienne ALN, tels que le révisionnisme historique, la défense de la souveraineté nationale, l’affirmation du nationalisme, et les attaques contre les Juifs et contre le communisme en général. Le numéro 3, de novembre 1973, se félicita de l’abrogation de la vieille loi de 1857 condamnant Juan Manuel de Rosas comme Reo de la Patria (Malfaiteur de la patrie), pendant qu’était applaudi le projet de loi du député Linares disposant le rapatriement des restes de Rosas. Le numéro suivant comportait un florilège de discours de Primo de Rivera.
L’antique antisémitisme de l’Alliance renaîtra brutalement de ses cendres lors de la réunion publique qu’elle organisa à l’occasion de la promulgation de la loi de rapatriement de la dépouille de Rosas. L’assistance y fut ouvertement exhortée, entre chants et vivats en l’honneur de Rosas, à s’attaquer aux Juifs, et l’on entendit proférer contre ceux-ci, à vive voix, « Mazorca, Mazorca, judíos a la horca!!! », soit : Mazorca, Mazorca, les juifs à la potence !!! (la Mazorca étant la milice de choc du régime rosiste),.
Durant ces années, et jusqu’au coup d’État de 1976, l’ALN appartiendra à ce conglomérat de groupements qui, constitutifs de la droite péroniste, se voueront à combattre la gauche tant péroniste que non péroniste. Dans plusieurs témoignages, l’ALN est évoquée comme responsable d’agressions contre des universités et contre des locaux de partis politiques, et a été mis en relation avec l’appareil répressif para-étatique.

## Idéologie
De toutes les organisations se réclamant du nationalisme argentin, l’Alianza Libertadora Nacionalista fut la première à préconiser résolument un rapprochement avec la classe ouvrière et l’une des rares à se présenter aux élections après l’avènement du péronisme. Une partie de son discours politique, en particulier la défense de la souveraineté nationale, la justice sociale, l’anti-impérialisme et le révisionnisme historique, témoigne d’une affinité avec le nationalisme populiste. Sans surprise, nombre de ses revendications furent ultérieurement reprises par le péronisme. Ce nonobstant, la relation avec le péronisme fut loin d’être exempt de complications. L’historien Richard Walter (2001) soutient que Perón se servit des nationalistes et se prévalut de leurs idées pour se hisser au pouvoir, mais que, une fois cet objectif atteint, il les dédaigna et se hâta de se débarrasser d’eux. Perón sut nourrir son programme politique autant du nationalisme de gauche, incarné par le mouvement FORJA, que de celui de droite, figuré par l’ALN. Si la justice sociale et de l’anti-impérialisme sont des mots d’ordre que Perón adopta volontiers, en revanche, l’antisémitisme et les thèses de la conspiration universelle, propres à l’ALN, seront rejetés par lui.
Il semble que l’ALN n’ait jamais réussi à atteindre la masse critique capable de lui conférer un rôle prédominant au sein du prolétariat argentin, ce que l’auteur Marcus Klein (2001) résume par la formule que l’« Alianza fut un mouvement populiste mais non populaire », attendu qu’il échoua à attirer un nombre considérable de militants, échec attribué par cet auteur à sa rhétorique violente et à son identification publique avec le fascisme. Pour la chercheuse Mariela Rubinzal (2012), l’Alliance fut incapable de disputer à la gauche sa place dans le mouvement ouvrier argentin, parce que le modèle de nation que les alliancistes proposaient apparut trop restrictif pour la majorité des travailleurs non syndiqués. Avec l’arrivée du péronisme, la classe ouvrière entra au contraire de plain pied dans ce nouveau mouvement qu’elle avait du reste concouru à créer, là où l’ALN n’aura à jouer qu’un rôle bien marginal.

### Fascisme
Lors de leurs actions politiques, les membres de l’AJN, ancêtre de l’ALN, faisaient le salut fasciste, marchaient en formation militaire affublés d’uniformes de style fasciste (chemise grise avec ceinturon de cuir), et avaient pour symbole un condor noir sur ciel bleu et fond rouge tenant dans ses griffes un marteau et une plume, ce qui était censé symboliser la conjonction des intellectuels et des travailleurs. L’AJN devint l’organisation d’extrême droite la plus importante de la décennie 1930. Quant à sa composition sociale, le mouvement mêlait des personnes issues des classes moyennes et supérieures, auxquelles s’étaient également joints quelques travailleurs. L’idée était d’investir la rue et d’affronter l’ennemi là où il se trouvait.
Sur le plan idéologique, les alliancistes critiquaient le libéralisme, flétrissaient le système politique corrompu de la démocratie, et fustigeaient l’oligarchie conservatrice qui avait gouverné le pays dans les années 1930 en Argentine. Ils étaient notoirement antisémites et rejetaient d’égale façon le communisme et le capitalisme, en préconisant l’instauration d’un État corporatiste autoritaire. En effet, la déclaration de principe du mouvement, rédigée en 1931, prônait, après avoir attaqué le marxisme et la démocratie, la création d’un régime corporatiste sur le modèle de l’Italie fasciste. L’Alianza collaborait avec le Parti fasciste argentin, en particulier dans la province de Córdoba, où en 1935 la milice ALN locale s’associa avec le Parti fasciste argentin et avec l’Action nationaliste argentine, pour former le Frente de Fuerzas Fascistas de Córdoba, lequel sera remplacé par l’Union nationale fasciste en 1936. Cette même année 1936, leur dirigeant, le général Juan Bautista Molina, réorganisa la milice pour l’aligner sur le modèle du Parti nazi. Molina, qui voulait instaurer en Argentine une organisation politique inspirée du régime nazi, aimait à se présenter comme l’Adolf Hitler argentin et entretenait d’étroites relations avec l’Allemagne nazie. L’ALN désirait renforcer « la hiérarchie et l’ordre » dans la société, exploitait divers thèmes xénophobes et antisémites, et réclamait davantage de justice sociale et une réforme agraire « révolutionnaire », en vue de détruire l’« oligarchie » en Argentine.

#### Antisémitisme
L’Alliance libératrice nationaliste était d’un antisémitisme virulent, son journal Combate allant jusqu’à adresser ce « commandement » à ses membres : « Guerre au Juif. Haine au Juif. Mort au Juif ». Le programme de l’Alianza désignait spécifiquement le « problème juif » comme l’un des plus graves auxquels la nation argentine était confrontée. Les alliancistes proposaient de faire stopper totalement l’arrivée de réfugiés juifs et de combattre la « pernicieuse influence » de la communauté juive dans le gouvernement, l’économie et la culture du pays,.
Dans la décennie 1930 plus particulièrement, pendant la Décennie infâme, les alliancistes attaquaient ouvertement les juifs et les institutions juives à Buenos Aires et dans différentes villes de l’intérieur, sans que les autorités tentassent d’empêcher, ou à tout le moins de réfréner, ces exactions.

### Populisme et ouvriérisme
L’AJN avait su acquérir une forte présence chez les travailleurs. En 1939 fut constituée la branche ouvrière de l’Alianza sous la dénomination d’Avant-garde ouvrière nationaliste (Vanguardia Obrera Nacionalista), ultérieurement rebaptisée Vanguardia Obrera Argentina (VOA), dont l’objectif était de « disputer au marxisme sa prépondérance » dans le monde ouvrier et assurer la « justice sociale dans le cadre de la nationalité ». La VOA mit à profit le réseau national de l’AJN pour organiser des structures ouvrières dans les différentes régions du pays, consolidant sa présence notamment dans le Syndicat ouvrier de la construction (Sindicato Obrero de la Construction) et dans le Syndicat des conducteurs d’omnibus (Sindicato de Conductores de Ómnibus).
L’Alianza réussit à rassembler sous son étiquette des militants issus de différents secteurs de la société argentine, mais avec un discours éminemment pro-ouvrier. Les alliancistes jugeaient que si les ouvriers se tournaient vers le communisme, c’était en raison de la situation sociale qui était la leur, et qu’il était donc impératif, si l’on voulait attirer les travailleurs dans les rangs nationalistes, de leur présenter la perspective de réformes sociales — d’où la nécessité pour eux de faire du thème de la justice sociale leur cheval de bataille. Le 1er mai 1938, les nationalistes, avec l’AJN en tête de cortège, célébrèrent publiquement la fête du Travail ; ces célébrations se succéderont ensuite tous les ans, pour culminer le 1er mai 1943, lorsque plusieurs milliers de nationalistes défilèrent sous la bannière rouge au losange bleu ciel et au condor noir de l’Alianza, et ce aux cris de « l’Argentine est souveraine », « Patrie oui, colonie non » .
Cette insistance à s’approcher des classes laborieuses transparaissait aussi dans les affiches apposées par le mouvement à l’attention des travailleurs, et dont une reproduction figurait à chaque fois dans le journal de l’Alliance. En atteste aussi p. ex. le passage suivant dans le numéro de novembre 1943 de la revue Alianza :  

« Nous voulons une démocratie organique, avec des corps législatifs syndicaux composés d’authentiques représentants du travail national. Tous les travailleurs du pays ont droit à un emploi honorable, à leur propre logement, à la rétribution équilibrée, à l’alimentation saine et bon marché, aux congés payés, au salaire familial, à l’assurance maladie et vieillesse ; en résumé, à la vie digne qui leur revient en tant qu’êtres humains. »

Ce nationalisme de droite répondait donc à une double sensibilité : d’une part, un côté aristocratique et traditionaliste, et d’autre part, une inflexion populiste ; ce nationalisme aspirait à instaurer un régime anticommuniste et révolutionnaire, en même temps qu’autoritaire et socialement juste. Le courant nationaliste populiste du mouvement, celui qui avait le plus grand écho dans la classe ouvrière, celui aussi qui était le plus disposé à s’investir dans une politique de masses, finira par s’allier au péronisme. Sans doute y eut-il, au sein du nationalisme populiste, un versant plus à droite (l’ALN) et un autre plus à gauche (FORJA), mais tous deux allaient pareillement finir par se fondre dans le péronisme.

### Nationalisme et souverainisme
L’ALN mena une campagne permanente en faveur de la souveraineté de l’Argentine sur les îles Malouines, passées aux mains de la Grande-Bretagne, et contre l’« impérialisme anglo-saxon ». Dès le début de la Deuxième Guerre mondiale, l’ALN figura comme l’un des principaux avocats de la neutralité de l’Argentine vis-à-vis de ce conflit.

### Participation féminine
À la différence d’autres organisations nationalistes de l’époque, qui excluaient les femmes de leurs rangs, la Légion civique argentine (LCA) comprenait une section féminine. Cette section, dénommée Agrupación Femenina de la LCA, exhortait les femmes argentines à aimer les forces armées et à avoir du respect pour l’ordre, l’autorité et la hiérarchie au foyer et à l’école. Les femmes étaient tenues aussi d’apporter de l’aide aux pauvres et de concourir ainsi à établir la paix sociale. La LCA affirmait compter 3 000 femmes environ parmi ses quelque 11 000 membres.

### Symbolique
L’Alliance libératrice nationaliste utilisait le condor des Andes comme symbole du mouvement. Le condor est, pour rappel, le symbole national de l’Argentine.